# Sveta Nedjelja
Sveta Nedjelja – wieś w Chorwacji, w żupanii splicko-dalmatyńskiej, w mieście Hvar. W 2011 roku liczyła 131 mieszkańców.